# Paul Troost
Pour les articles homonymes, voir Troost.
Paul Ludwig Troost (né à Elberfeld le 17 août 1878 – mort le 21 mars 1934 à Munich) est un architecte allemand.
Troost appartenait à une école d'architectes, tout comme Peter Behrens et Walter Gropius, qui, avant 1914, s'opposait au Jugendstil et sa propension à la décoration fournie, prêchant plutôt pour une approche architecturale plus restreinte et fine, presque sans ornementation. Troost fit son diplôme avant la Première Guerre mondiale en dessinant les intérieurs des bateaux à vapeur, puis les équipements des yachts somptueux comme l'Europa, en un style qui combinait la tradition spartiate avec des éléments modernes.

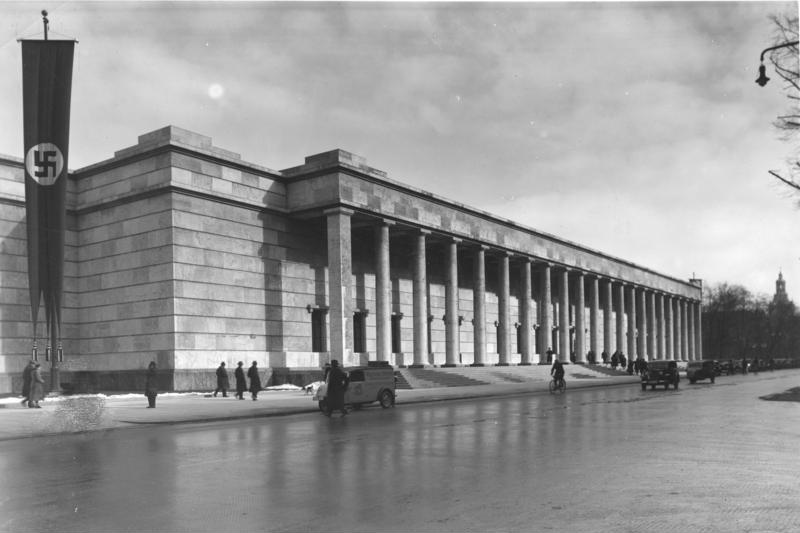
Haus der Kunst, à Munich.

## Relation avec le Troisième Reich

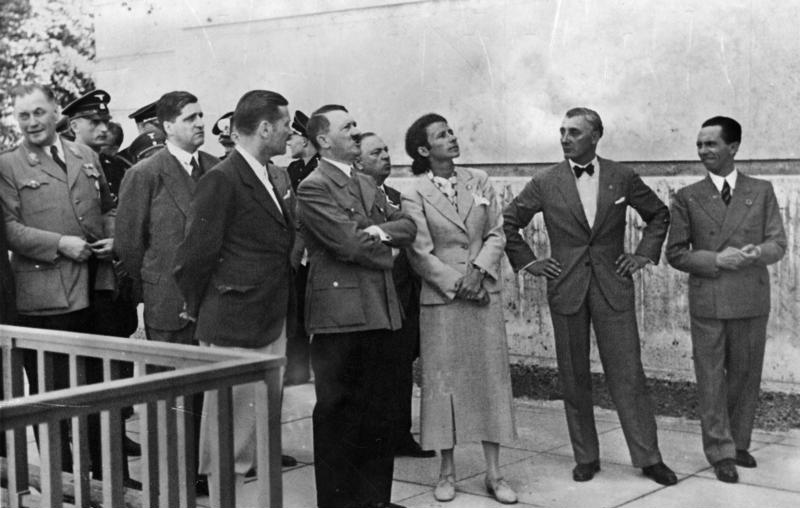
Visite de la Maison de l'Art Allemand par Adolf Hitler le 5 mai 1937. A ses côtés : Gerdy Troost, la veuve de Paul Troost, Adolf Ziegler et Joseph Goebbels.

N'ayant jamais été avant 1933 un des architectes majeurs de l'Allemagne, il devint un architecte hitlérien de premier plan, et son style néoclassique devint pour un temps l'architecture officielle du Troisième Reich. Son travail enthousiasmait Hitler, à tel point qu'il conçut et construisit des édifices municipaux et nationaux à travers toute l'Allemagne.
À l'automne 1933, il reçut la commande de la reconstruction et de l'ameublement de la résidence de la Chancellerie de Berlin. Troost, parmi d'autres architectes, projeta et construisit des bâtiments officiels et municipaux à travers tout le pays, dont des nouveaux bâtiments administratifs, des logements sociaux pour ouvriers et des viaducs pour les principales voies rapides. Un des nombreux édifices dont il fit le projet avant de mourir fut la Haus der Kunst à Munich, ayant comme ambition de devenir un grand temple du « vrai et éternel art du peuple allemand ». Ce fut un bon exemple de cette période du Troisième Reich d'imitation des formes classiques pour un monument public, bien qu'Hitler commençait à changer de goût, se lassant de plus en plus de la sobriété du style de Troost  au profit de la pompe impériale qu'il avait pu admirer à Vienne, lors de sa jeunesse, sur le Ring.
La relation de Hitler à Troost fut celle d'un élève à son maître admiré. Selon Albert Speer, qui devint ensuite l'architecte favori d'Hitler, le Führer félicitait Troost avec empressement dans ces termes : « Je n'en peux plus, Herr Professor. Y a-t-il quelque chose de nouveau ? Voyons cela ! » Troost étalait alors ses derniers plans et esquisses. Hitler déclarait souvent, toujours selon Speer, que « la première fois qu'il avait appris ce qu'était l'architecture, ce fut par Troost. » La mort de l'architecte le 21 mars 1934 des suites d'une longue maladie, marqua profondément Hitler. Il restera proche de sa veuve, Gerdy Troost, également architecte, dont les goûts architecturaux correspondaient aux siens, et il fit d'elle (selon les mots de Speer) « une sorte d'arbitre de l'art à Munich. » Troost fut enterré au Nordfriedhof (cimetière du nord) à Munich. La pierre tombale gravée existe encore même si le nom de famille a été retiré.
Hitler décora Troost à titre posthume du Prix national allemand des Arts et des Sciences en 1936.
Son élève Leonhard Gall, prit en charge la réalisation des nombreux projets inachevés de Troost, tel le Führerbau, la Haus der Kunst .

## Propos d'Albert Speer
Voici ce qu'a rapporté Albert Speer de la relation de Hitler avec Troost :
« Au moment voulu le destin permit à Hitler de rencontrer Troost avec il se lia d'amitié. Ce que Dietrich Eckart fut pour le Führer pour les échanges d'idées concernant la politique du monde, le professeur Troost le devint bientôt pour l'architecture. »
« Les premiers bâtiments qui s'érigèrent à travers l'alliance unique de ces deux hommes fut un petit édifice original, la Maison brune (Braunes Haus), située dans la rue de Brienne (Brienner Straße) à Munich. Bien que ce ne fut qu'une reconstruction, ce fut un énorme effort comme le Führer parfois le fit remarquer. »
« Les tracés de cette reconstruction virent le jour dans le modeste studio de l'architecte Troost, dans la petite maison au fond de la rue Theresien à Munich. Dans le même studio des plans furent faits pour un nouveau code de l'urbanisme, les plans de la Königsplatz à Munich, la maison des Arts allemands et beaucoup d'autres bâtiments du Führer. Les plans de ces importants bâtiments ne furent jamais vus par le Führer dans ses bureaux officiels. Pendant des années lors de ses moments perdus, il alla voir les plans des nouveaux projets directement dans l'agence de Troost. Mais le Führer ne s'est pas occupé par lui-même uniquement de la supervision des plans ; chaque détail, chaque nouveau matériau recevait son approbation et beaucoup furent améliorés grâce à des suggestions fructueuses. Ces heures de battement dans son emploi du temps devinrent, comme l'a souvent confessé Hitler, des heures de joie pure et un profond sentiment de bonheur pour lui. Elles lui firent du bien, et lui donnèrent la force de mener à bien d'autres projets. Là il eut l'opportunité, durant les quelques heures de répit que la vie politique lui accorda, de se dédier à l'art de construire. »
« Pendant les hivers 1931 et 1932 il consulta Troost à propos de la future morphologie de la Königsplatz à Munich, et  beaucoup de beaux projets résultèrent de ces réunions. Avant son arrivée au pouvoir la place était, comme le résultat de ces nombreuses délibérations sur les plans et les maquettes, déjà finie dans sa forme actuelle. »
« En Paul Troost, artiste irremplaçable, le Führer trouva son architecte. Troost comprit comment utiliser les intentions d'Hitler et comment fournir la forme architecturale adéquate. Le Führer lors de son grand discours de la rencontre culturelle du parti du Reich en 1935, donna un éloge funèbre au Professor Troost qui ne pouvait constituer un plus bel hommage fait à un architecte de notre temps. Hitler dit : " Nous devrions être heureux et fiers que par une étrange fatalité l'Allemagne possédait le plus grand architecte depuis Schinkel, dans le nouveau Reich et pour le Parti. Il érigea ses premières et, malheureusement, seules immenses œuvres de pierre comme un monument dédié à la vraie pureté allemande  et teutonique." »